# Jalageri, Bijapur
Jalageri là một làng thuộc tehsil Bijapur, huyện Bijapur, bang Karnataka, Ấn Độ.